# Klidonia (Ioannina)
Klidonia este un oraș în Grecia în prefectura Ioannina.